# 949 Hel
A 949 Hel (ideiglenes jelöléssel 1921 JK) a Naprendszer kisbolygóövében található aszteroida. Max Wolf fedezte fel 1921. március 11-én, Heidelbergben.